# Santo Antônio do Amparo
Santo Antônio do Amparo is een gemeente in de Braziliaanse deelstaat Minas Gerais. De gemeente telt 18.125 inwoners (schatting 2009).

## Aangrenzende gemeenten
De gemeente grenst aan Bom Sucesso, Oliveira, Perdões en Santana do Jacaré.